# Dante Lafranconi
Dante Lafranconi (Mandello del Lario, 10 marzo 1940) è un vescovo cattolico italiano, dal 16 novembre 2015 vescovo emerito di Cremona.

## Biografia
Nasce a Mandello del Lario, in provincia di Lecco e diocesi di Como, il 10 marzo 1940.

### Formazione e ministero sacerdotale
Dopo gli studi ginnasiali e teologici, compiuti nel seminario diocesano, è ordinato presbitero il 28 giugno 1964 dal vescovo Felice Bonomini nella cattedrale di Como.
Completa gli studi teologici a Roma, presso la Pontificia Università Gregoriana dove ottiene la licenza in storia ecclesiastica, e presso l'Accademia alfonsiana dove consegue il diploma di teologia morale.
Ritorna nella diocesi di Como, dove è vicerettore del seminario, dal 1968 al 1969 e successivamente come docente di teologia morale, di storia della Chiesa e patrologia. Negli anni settanta è collaboratore presso la parrocchia di Ronago, di cui nel 2005 diventa cittadino onorario. Nel 1986 venne nominato delegato episcopale per la pastorale della famiglia e nel 1991 vicario episcopale per la cura dei sacerdoti nel primo decennio di ordinazione.

### Ministero episcopale
Il 7 dicembre 1991 è nominato vescovo di Savona-Noli da papa Giovanni Paolo II; succede a Roberto Amadei, precedentemente nominato vescovo di Bergamo. Riceve l'ordinazione episcopale il 25 gennaio 1992 nella cattedrale di Como dal vescovo Alessandro Maggiolini, co-consacranti l'arcivescovo Franco Festorazzi ed il vescovo Teresio Ferraroni. Prende possesso della diocesi il 23 febbraio seguente.
Nel 2001 pubblica, insieme al giornalista vaticanista Luigi Accattoli, il libro-intervista Non stancatevi del Vangelo. Un vescovo e un papà ai catechisti e agli educatori.
L'8 settembre 2001 papa Giovanni Paolo II lo nomina vescovo di Cremona; succede a Giulio Nicolini, deceduto il 19 giugno. Prende possesso della diocesi il 4 novembre successivo.
In occasione della Pasqua 2006, concede in via straordinaria a tutti i sacerdoti della sua diocesi la temporanea facoltà di amministrare l'assoluzione per chi confessava di aver commesso o aiutato a procurare un aborto; tale facoltà è di norma riservata ai soli vescovi in quanto l'aborto comporta la scomunica. La notizia ha suscitato un certo scalpore sulla stampa accendendo un lungo dibattito.
Nell'aprile dello stesso anno a seguito delle questioni sollevate dal cardinale Carlo Maria Martini in merito alla fecondazione assistita è l'unico membro della Conferenza Episcopale Italiana che si esprime pubblicamente sul "caso Martini".
Il 26 maggio 2009, in occasione della solennità di Nostra Signora di Caravaggio, compatrona della diocesi di Cremona, viene pubblicata la sua supplica alla Vergine che affianca quelle scritte dai vescovi Danio Bolognini, nel 1962, e Fiorino Tagliaferri, nel 1982.
Nel settembre 2011, in un'intervista al Quotidiano Nazionale, dichiara che «non c'è nessuno ostacolo dogmatico all'ordinazione di un uomo di provata fede che abbia una moglie e dei figli. È un'ipotesi che si può discutere come una delle soluzioni possibili per arginare la crisi delle vocazioni in Europa».
Ricopre anche l'incarico di vicepresidente della Conferenza episcopale lombarda, con delega alla famiglia e alla vita, ed è membro della Commissione episcopale per la dottrina della fede, l'annuncio e la catechesi della CEI.
Il 16 novembre 2015 papa Francesco accetta la sua rinuncia al governo pastorale della diocesi di Cremona per raggiunti limiti d'età; gli succede Antonio Napolioni, del clero di Camerino-San Severino Marche. Rimane amministratore apostolico della diocesi fino al 30 gennaio 2016, quando conferisce l'ordinazione episcopale, nella cattedrale di Cremona, al suo successore.

## Procedimenti giudiziari
Nel febbraio 2012 viene iscritto nel registro degli indagati dalla procura della Repubblica di Savona con l'accusa di aver coperto atti di pedofilia e abusi sessuali compiuti, negli anni novanta, da sacerdoti della diocesi ligure poi condannati. Secondo il codice penale si tratta di omertà, ovvero di mancata segnalazione di un comportamento illecito ai superiori affinché provvedessero. Il procuratore della Repubblica e il sostituto hanno successivamente avanzato al giudice per le indagini preliminari la richiesta di archiviazione per prescrizione dei reati. La richiesta di archiviazione viene inizialmente respinta, ma è poi accolta l'8 maggio 2012 in sede di udienza preliminare, a seguito della quale il giudice per le indagini preliminari appura la prescrizione dei reati contestati; nel decreto d'archiviazione il GIP tuttavia non manca di addebitare a mons. Lafranconi e alla Curia savonese un «atteggiamento omissivo» finalizzato a «salvaguardare l’immagine della diocesi piuttosto che la salute fisica e psichica dei minori che erano affidati ai sacerdoti», evidenziando inoltre come a fronte della «preoccupazione per la "fragilità" e la "solitudine"» di uno dei preti coinvolti, la sede episcopale non abbia manifestato alcuna «espressione di rammarico [...] a favore degli innocenti fanciulli affidati alle cure del sacerdote e rimasti vittime delle sue "attenzioni"».

## Genealogia episcopale e successione apostolica
La genealogia episcopale è:
- Cardinale Scipione Rebiba
- Cardinale Giulio Antonio Santori
- Cardinale Girolamo Bernerio, O.P.
- Arcivescovo Galeazzo Sanvitale
- Cardinale Ludovico Ludovisi
- Cardinale Luigi Caetani
- Cardinale Ulderico Carpegna
- Cardinale Paluzzo Paluzzi Altieri degli Albertoni
- Papa Benedetto XIII
- Papa Benedetto XIV
- Cardinale Enrico Enriquez
- Arcivescovo Manuel Quintano Bonifaz
- Cardinale Buenaventura Córdoba Espinosa de la Cerda
- Cardinale Giuseppe Maria Doria Pamphilj
- Papa Pio VIII
- Papa Pio IX
- Cardinale Alessandro Franchi
- Cardinale Giovanni Simeoni
- Cardinale Antonio Agliardi
- Cardinale Basilio Pompilj
- Cardinale Adeodato Piazza, O.C.D.
- Cardinale Sebastiano Baggio
- Vescovo Alessandro Maggiolini
- Vescovo Dante Lafranconi

La successione apostolica è:
- Vescovo Antonio Napolioni (2016)

## Araldica
| Stemma | Descrizione |
| ------ | --- |
|        | Al capo una barca sulla cui vela appare una croce, mentre nel campo inferiore vi è un'aquila bicipite. L'imbarcazione, tipica barca del lago di Como, zona di provenienza di mons. Lafranconi, usata un tempo per il trasporto di merci, ha l'intento di comunicare il senso della stabilità e della sicurezza, ciò che il cristiano deve sentire nella Chiesa, guidata dallo Spirito. Nella vela è impressa una croce, a significare il compito della Chiesa: proclamare il Cristo crocifisso e risorto. Vi è poi una stella, evidente riferimento a Maria. L'aquila bicipite nella parte inferiore dello stemma è lo stemma della famiglia Lafranconi. Lo scudo, accollato a una croce astile d'oro, posta in palo, è timbrato da un cappello con cordoni e nappe di verde. Le nappe, in numero di dodici, sono disposte sei per parte, in cinque ordini di 1, 2, 3. Sotto lo scudo, nella lista svolazzante, il motto in lettere maiuscole di nero: AFFLANTE SPIRITU, scelto dal vescovo con l'intento di richiamare l'importanza per un pastore di vivere e camminare sotto l'azione dello Spirito Santo. Per un vescovo, il compito più impegnativo, infatti, non è quello di creare, suscitare e organizzare, ma discernere l'azione dello Spirito. È lui, infatti, a governare la Chiesa ed occorre avere gli occhi per cogliere i suoi interventi, imparando ad adeguarsi a esso anziché cercare di imporre delle scelte. |